# Эйсселмонде
Эйсселмонде (нидерл. IJsselmonde) — речной остров в Нидерландах в дельте Рейна и Мааса. В настоящее время северная часть острова вошла в городскую черту Роттердама, и деревня Эйсселмонде стала частью города. В связи с тем, что рукав реки Ваал, который отделял остров Эйсселмонде от острова Звейндрехтсевард, был перекрыт с обоих концов плотинами, в настоящее время Звейндрехтсевард стал частью острова Эйсселмонде.
На севере остров отделён от материка рекой Ньиве-Маас, на западе от острова Ворне-Пюттен — рекой Ауде-Маас, на юге от острова Хуксевард — рекой Ауде-Маас, на юго-востоке от острова Дордрехт — рекой Ауде-Маас, от материка на востоке — рекой Норд.